# Uranodoxa maculata
Uranodoxa maculata är en fjärilsart som beskrevs av W. Warren 1905. Uranodoxa maculata ingår i släktet Uranodoxa och familjen mätare. Inga underarter finns listade i Catalogue of Life.